# 어말 무성음화
어말 무성음화는 유성 자음이 어말(wordfinal)에 위치하면 무성 자음으로 변화하는 현상을 말한다.

## 어말 무성음화가 나타나는 언어 목록
- 벨라루스어
- 불가리아어
- 체코어
- 마케도니아어
- 폴란드어
- 러시아어
- 루신어
- 세르보크로아트어 방언
- 슬로바키아어
- 슬로베니아어
- 저지 소르브어
- 고지 소르브어 방언
- 우크라이나어 방언